# Fúria espanyola (Mechelen)
La fúria espanyola va ser un saqueig de la ciutat de Mechelen per tropes espanyoles el 2 al 5 d'octubre del 1572 durant la Guerra dels Vuitanta Anys. Era una expedició punitiva ordenada per Frederic D'Alba.

## Antecedents
El 16 de febrer, Felip II de Castella va aprovar un veredicte de la inquisició que declarava tots els habitants dels Països Baixos herètics o simpatitzants del protestantisme, cosa que donava una gran llibertat a les forces d'ocupació i poc drets a la població. El 29 d'agost del 1572, els ciutadans de Mechelen van obrir les portes de la ciutat als Geuzen que en nom de Guillem d'Orange van ocupar la ciutat. Guillem d'Orange hi va arribar el 18 de setembre i va acantonar una petita guarnició de tres-cents soldats d'infanteria i 500 cavallers. Després de cinc dies Guillem va continuar el seu viatge cap a Dendermonde. Durant un mes, Mechelen va tenir un ajuntament calvinista. Mentrestant el duc d'Alba i el seu fill Frederic van iniciar una contraofensiva. Després de la reconquesta de les ciutats de Valenciennes, Lovaina i Mons, el duc d'Alba van encarregar al seu fill una expedició punitiva contra les altres ciutats.
Frederic va començar la seva campanya des de Brussel·les i se'n va anar cap a la ciutat més propera, Mechelen. En témer la supremacia numèrica de les tropes d'Alba, de Merode, el comandant de la guarnició de Mechelen va deixar la ciutat, i milers de ciutadans el van seguir. El 2 d'octubre, els espanyolistes de Mechelen van retre's i obrir les portes de la ciutat a les tropes d'Alba junior.

## El saqueig
Malgrat la rendició, i malgrat que els habitants de la ciutat van cantar himnes catòlics, Frederic d'Alba no va perdonar la ciutat, perquè volia posar un exemple per atemorir les altres ciutats rebels. Va deixar mà lliure a les seves tropes, que es van deixar anar en una onada de violència gratuïta, violacions de dones, assassinats i saquejos, coneguda a Mechelen com a la Spaanse furie o Fúria espanyola. Feia mesos que no havien rebut la seva soldada i estaven enfadats, ja que Alba no havia autoritzat el saqueig de Mons.
La campanya de terror va durar tres dies i nits. Tots els intents de convèncer Alba de parar la violència van fracassar. Es van treure malalts i moribunds dels seus llits per poder tallar els matalassos a la recerca de diners amagats. Una de les víctimes prominents va ser el metge i botànic Rembert Dodoens, a qui van saquejar la casa i la col·lecció. Alba estava convençut que tenia una missió divina indispensable i que la missió expeditiva encara era massa tova. Més tard els reialistes moderats i el mateix Felip II s'haurien distanciat de la seva manera de resoldre els problemes als Països Baixos espanyols.

## Conseqüències
Malgrat que en aquesta època les accions violentes eren habituals, es va constatar que l'extrema violència del duc d'Alba i el seu fill Frederic no servia la causa espanyola i en distanciava cada vegada més persones, que van inclinar-se al bàndol de la República. A més, molts soldats, portant un botí important, van deixar l'exèrcit. Tot i això, Alba júnior va continuar la seva campanya violenta i va organitzar el saqueig de les ciutats de Zutphen (15 de novembre), Naarden (1 de desembre) i Haarlem (3 de desembre).

## A les arts
- De Spaanse Furie, pintura miniatura de Hans Bol (1534-1593)[9] al museu Hof van Busleyden a Mechelen, que té dedicada una sala a la Fúria espanyola.